# Parafia Chrystusa Króla w Korzystnie
Parafia pw. Chrystusa Króla w Korzystnie – parafii należąca do dekanatu Kołobrzeg, diecezji koszalińsko-kołobrzeskiej, metropolii szczecińsko-kamieńskiej. Parafia erygowana została 13 września 1980 roku.
Rolę kościoła parafialnego pełni kościół pw. Chrystusa Króla, oprócz którego do dyspozycji wiernych jest:
- Kaplica w domu Sióstr Szkolnych w Grzybowie
- Kaplica w ośrodku Gwiazda Morza w Grzybowie
- Kaplica pw. Matki Boskiej Licheńskiej w Grzybowie - pełniąca funkcję kościoła filialnego.